# Indicatif régional 312

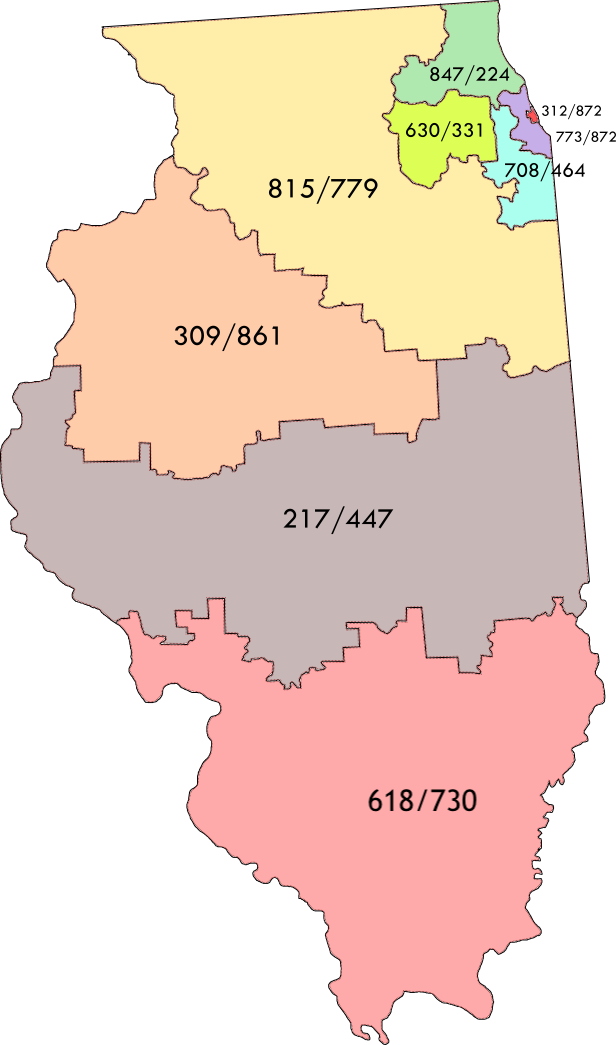
Carte des indicatifs téléphoniques de l’Illinois, avec le 312 dans le seul Downtown de Chicago (en rouge vif, en haut à droite.)

L'indicatif régional 312 est l'indicatif téléphonique pour Downtown Chicago, le centre de la ville de Chicago, qui inclut le secteur financier du Loop et ses environs immédiats dont le secteur de Near North Side, limitrophe du Loop au nord. La zone couverte par cet indicatif est totalement entourée par l'indicatif régional 773, formant ainsi une enclave. 
D'un point de vue géographique, la zone couverte par l'indicatif 312 en fait l'une des plus petites des États-Unis. Créé en 1947, l'indicatif couvrait à l'origine l'intégralité de la ville de Chicago ainsi qu'une grande partie de ses banlieues. Cependant, le 11 novembre 1989, des modifications ont été apportées aux indicatifs régionaux de Chicago, en effet l'indicatif 312 se restreint désormais à Downtown, l'indicatif 708 est créé pour les banlieues et l'indicatif 773 est créé en 1996 pour toute la ville de Chicago (hormis Downtown).